# 2009年朝鲜货币改革
2009年朝鲜政府出于加强国内经济控制，打击市场经济苗头的目的宣布对朝鲜圆进行“货币改革”。这次货币改革被认为以失败告终。

## 过程
2009年11月30日，朝鲜官方突然宣布从12月1日起，全面推行货币改革重估幣值，原有的100圆将改为1圆，每戶限定換10萬舊幣。後來由於民眾抗議，當局遂提高折換上限至15萬圓現金和30萬圓銀行存款。这次改革是1992年来的首次。由于朝鲜实行高度集中的计划经济，货币改革导致国家确定物价前商品无法销售，加之貨幣不被信任，貶值下民众恐慌兑换外币，又回過頭來影響商品需重新估價，惡性循環引发经济混乱。新鈔式樣於12月4日在東京刊行的《朝鮮新報》上展示，並指出朝鮮當局貨幣改制是為了壓抑市場經濟，令商人失去其財產。
據韓國聯合通訊社和援助組織報道，朝鮮圓在貨幣改革後一週內兌美元匯率下跌96%，每公斤米價在三日內從17朝鮮圓漲至50圓。另一方面，在12月4日，平城市兩名商販因提供黑市貨幣兌換遭警員當場槍決；咸鏡北道市集亦發生動亂，十二人被處決。由于货币改革彻底失败，朝鲜新币不断加速贬值，市场各类商品均是有价无市，而经济已经走向崩溃。2009年朝鲜货币改革失败导致经济瘫痪后，原朝鲜劳动党计划财政部部长朴南基因主导货币改革而被免职。2010年3月18日，韩联社引述多名在朝鲜的消息人士指稱，朴南基已经在平壤顺安区域被强加‘作为大地主的儿子，潜入革命队伍，蓄意置国家经济于死地’的罪名而被枪决。然而，“朝鲜的精英以及普通老百姓都几乎不相信朴南基的罪名。大部分都认为，朴南基是朝鲜领导班子的替罪羔羊。”